# Rajd Kormoran 2004
Rajd Kormoran 2004 – 30. edycja Rajdu Kormoran. Był to rajd samochodowy rozgrywany od 2 do 4 lipca 2004 roku. Była to trzecia runda Rajdowych Samochodowych Mistrzostw Polski w roku 2004. Rajd składał się z czternastu odcinków specjalnych.

## Wyniki końcowe rajdu[1]
| Miejsce | Kierowca            | Pilot              | Samochód                  | Czas      | Strata   | Grupa Klasa |
| ------- | ------------------- | ------------------ | ------------------------- | --------- | -------- | ----------- |
| 1       | Krzysztof Hołowczyc | Łukasz Kurzeja     | Subaru Impreza STi N10    | 2:03:26.5 | -        | N4          |
| 2       | Michał Sołowow      | Maciej Baran       | Mitsubishi Lancer Evo VII | 2:07:07.4 | +3:40.9  | N4          |
| 3       | Maciej Lubiak       | Maciej Wisławski   | Mitsubishi Lancer Evo VII | 2:10:18.2 | +6:51.7  | N4          |
| 4       | Stefan Karnabal     | Bartłomiej Boba    | Mitsubishi Lancer Evo VI  | 2:12:16.1 | +8:49.6  | N4          |
| 5       | Tomasz Czopik       | Łukasz Wroński     | Mitsubishi Lancer Evo VII | 2:12:27.0 | +9:00.5  | N4          |
| 6       | Grzegorz Grzyb      | Przemysław Mazur   | Suzuki Ignis S1600        | 2:13:07.0 | +9:40.5  | A6          |
| 7       | Maciej Oleksowicz   | Andrzej Obrębowski | Subaru Impreza STi N10    | 2:13:47.9 | +10:21.4 | N4          |
| 8       | Radosław Typa       | Wojciech Żuk       | Mitsubishi Lancer Evo V   | 2:13:51.8 | +10:25.3 | N4          |
| 9       | Michał Kościuszko   | Jarosław Baran     | Opel Corsa S1600          | 2:14:12.6 | +10:46.1 | A6          |
| 10      | Sebastian Frycz     | Maciej Wodniak     | Fiat Punto S1600          | 2:14:19.3 | +10:52.8 | A6          |